# Iron Jawed Angels
Iron Jawed Angels (bra: Anjos Rebeldes; prt: Anjos Amordaçados) é um telefilme estadunidense de 2004, do gênero drama histórico-biográfico, dirigido por Katja von Garnier e exibido em formado de minissérie, com roteiro de Sally Robinson, Eugenia Bostwick-Singer, Raymond Singer e Jennifer Friedes baseado na história real da conquista do sufrágio feminino nos Estados Unidos. 
Foi produzido e exibido pelo canal HBO, a partir de 15 de fevereiro de 2004.

## Elenco
- Hilary Swank como Alice Paul
- Frances O'Connor como Lucy Burns
- Molly Parker como Emily Leighton
- Laura Fraser como Doris Stevens
- Anjelica Huston como Carrie Chapman Catt
- Lois Smith como Dr. Anna Howard Shaw
- Vera Farmiga como Ruza Wenclawska
- Margo Martindale como Harriot Stanton Blatch
- Brooke Smith como Mabel Vernon
- Patrick Dempsey como Ben Weissman
- Julia Ormond como Inez Milholland
- Adilah Barnes como Ida B. Wells
- Bob Gunton como Woodrow Wilson
- Vinny Genna como Fiorello La Guardia
- Joseph Adams como o senador Thomas "Tom" Leighton
- Brett Boseman como filho de Ben Weissman

## Prêmios e indicações
| Prêmio             | Categoria                             | Recipiente       | Resultado |
| ------------------ | ------------------------------------- | ---------------- | --------- |
| Globo de Ouro 2005 | Melhor atriz coadjuvante em televisão | Anjelica Houston | Venceu    |
| Globo de Ouro 2005 | Melhor atriz em televisão             | Hilary Swank     | Indicada  |
| Globo de Ouro 2005 | Melhor telefilme                      | Melhor telefilme | Indicado  |

## Sinopse
O filme, baseado em uma história real, conta a história do movimento sufragista das mulheres norte-americanas durante a década de 1910, e segue as líderes do movimento ao voto feminino, Alice Paul e Lucy Burns, que usam estratégias pacíficas, táticas e diálogos para conseguir às mulheres o direito de voto.
Alice Paul e Lucy Burns retornam da Inglaterra, onde se encontraram enquanto participavam da União Social e Política Feminina, iniciada pela líder radical das sufragistas Emmeline Pankhurst, e liderada por sua filha Christabel Pankhurst. A dupla apresenta um plano para a Associação Nacional de Sufrágio das Mulheres Americanas (NAWSA), para fazerem protestos diretamente na capital do país, Washington D.C. Porém as sufragistas acham a ideia muito radical, particularmente Carrie Chapman Catt, mas Paul e Burns acabam conseguindo a permissão para liderar o Comitê Parlamentar da NAWSA em Washington, e começam organizando a Procissão do Sufrágio Feminino de 1913, na véspera da posse do Presidente Woodrow Wilson.

## Produção e contexto histórico
Ben Weissman, seu filho Emily Leighton, e o senador Tom Leighton são personagens fictícios.
O nome do filme (Iron Jawed Angels, ou, em tradução livre, "anjos de mandíbula de ferro") foi baseado na declaração do deputado de Massachusetts Joseph Walsh, que, em 1917, opôs-se à criação de um comitê para tratar do sufrágio feminino. Segundo ele, seria uma concessão à "importunação dos anjos de mandíbula de ferro", referindo-se às Sentinelas Silenciosas como "criaturas de saia, desorientadas e iludidas". As mulheres detidas eram alimentadas à força com um ferro na mandíbula e uma mangueira, quando faziam greve de fome.